# 维维安·万斯
维维安·万斯（英語：Vivian Vance，1909年7月26日—1979年8月17日），女，美国演员。曾获得黄金时段艾美奖喜剧类电视系列剧最佳女配角。